# Етрикур Мананкур
Етрикур Мананкур (фр. Etricourt-Manancourt) насеље је и општина у североисточној Француској у региону Пикардија, у департману Сома која припада префектури Перон.
По подацима из 2011. године у општини је живело 533 становника, а густина насељености је износила 48,37 становника/km². Општина се простире на површини од 11,02 km². Налази се на средњој надморској висини од 97 метара (максималној 145 m, а минималној 77 m).

## Демографија
| 1962. | 1968. | 1975. | 1982. | 1990. | 1999. | 2011. |
| ----- | ----- | ----- | ----- | ----- | ----- | ----- |
| 600   | 612   | 531   | 502   | 452   | 400   | 533   |

График промене броја становника у току последњих година